# Il pastor fido (Händel)
Il pastor fido (erste Fassung HWV 8a, zweite Fassung HWV 8c) mit dem Prolog Terpsicore (HWV 8b) für die zweite Fassung ist eine Oper (Opera seria) in drei Akten von Georg Friedrich Händel.

## Erste Fassung – Entstehung
Nachdem Händel das wiederum (wie bei Rinaldo) von Giacomo Rossi bereitgestellte Libretto erhalten hatte, begann er im September 1712 mit der Komposition und war damit am 24. Oktober fertig. Er notiert am Ende vom dritten Akt: „Fine dell Atto terzo | G F H | Londres | ce 24 d’Octobr v.st. | 1712“ („v.st.“, „vieux style“, ist der Hinweis auf den bis 1752 in England gültigen Julianischen Kalender). Schon am 22. November 1712 erklang Il pastor fido im Londoner Queen’s Theatre zum ersten Mal. Es ist die zweite Oper des Komponisten, die er für London geschaffen hatte. Der damals 27-jährige Händel wird – im Besitz der Erfahrungen, die er in 2 ½ Dienstjahren in einem Hamburger Orchester und einer 3 ½ Jahre dauernden, bewegten Studienreise durch Italien, die für seine Laufbahn von bestimmender Bedeutung war, gewann – „offiziell“ zum Hofkapellmeister des Kurfürsten Georg Ludwig von Hannover (des späteren britischen Königs George l.) ernannt. Tatsächlich hatte er schon zu jener Zeit in Richtung England geliebäugelt. Die Kapellmeisterstelle nimmt er am 16. Juni 1710 unter der Bedingung an, sofort nach seiner Ernennung ein Jahr fern vom Hannoveraner Hof in London verbringen zu können. Erstmals in seinem Leben trifft er im November des Jahres 1710 in der britischen Hauptstadt ein und stellt bereits im Februar 1711 seine neue Oper Rinaldo vor, die gewaltigen Erfolg erntet. Der Triumph des Rinaldo und die ganze weitere Laufbahn des Komponisten bestätigten, dass Händel eine recht glückliche Entscheidung getroffen hatte, als er zum Ort seines Schaffens London wählte und den Schwerpunkt seiner kompositorischen Tätigkeit für lange Jahre auf die Kunstgattung der italienischen Oper legte. Als er im Herbst des Jahres 1712 erneut nach London kam, um seine dortige Position mit der Vorstellung einer neuen Oper zu festigen, empfingen ihn im Queen’s Theatre wesentlich veränderte Bedingungen: Aaron Hill, der damalige Direktor des Theaters und der Schöpfer des Szenariums vom Rinaldo, hatte inzwischen seinen Posten abgegeben, und auch die meisten führenden italienischen Sänger, unter ihnen auch der gefeierte Star, der Kastrat Nicolini (der seinerzeit die Titelrolle im Rinaldo gesungen hatte), waren von diesem Theater abgewandert. Gegenüber dem mit prunkvollen Dekorationen, Kostümen und einer großen Besetzung aufgeführten Rinaldo wurde die neue Oper, Il pastor fido, mit der billigsten Ausstattung, mit alten Kostümen und Kulissen, weniger Arien (viele davon sowohl entlehnt als auch monothematisch) und abgekürzten Rezitativen auf die Bühne gebracht. Die Oper entsprach so dem italienischen Ideal, das weniger ansprechend wirkte und mehr Stereotype aufwies als frühere englische Pastorale, die Händel vermutlich nicht kannte.
Besetzung der Uraufführung:
- Mirtillo – Valeriano Pellegrini, genannt „Valeriano“ (Soprankastrat)
- Amarilli – Elisabetta Pilotti-Schiavonetti (Sopran)
- Eurilla – Margherita de l’Épine, genannt „La Margherita“ (Sopran)
- Silvio – Valentino Urbani, genannt „Valentini“ (Altkastrat)
- Dorinda – Jane Barbier (Alt)
- Tirenio – Richard Leveridge (Bass)

Die Uraufführung fiel eindeutig durch, und nach sieben Vorstellungen wurde das Stück abgesetzt. Die fälschlicherweise Francis Colman zugeschriebene Opernchronik charakterisierte die Aufführung wie folgt:

“The Scene represented only ye Country of Arcadia ye Habits were old. – ye opera short.”

„Das Bühnenbild stellte vom Anfang bis zum Ende die Gegend Arkadiens dar, die Kleider waren die alten – die Oper ist kurz.“

Bereits die mit derartig sarkastischer Gedrängtheit verfassten Zeilen lassen ahnen, dass der Misserfolg des Il pastor fido nicht nur – und vielleicht nicht in erster Linie – durch die ungünstigen Bedingungen verursacht wurde, sondern vor allem durch die Tatsache, dass der durch ihn vertretene Operntyp, die Pastorale und besonders deren italienische Variante, in England niemals populär war. Händel hatte in Italien zwei grundlegende Opernarten kennengelernt, und zwar die Heldenoper und die lyrische Pastorale, und er hielt es sicher für natürlich, sich dem Londoner Publikum von beiden Seiten vorzustellen.

## Libretto

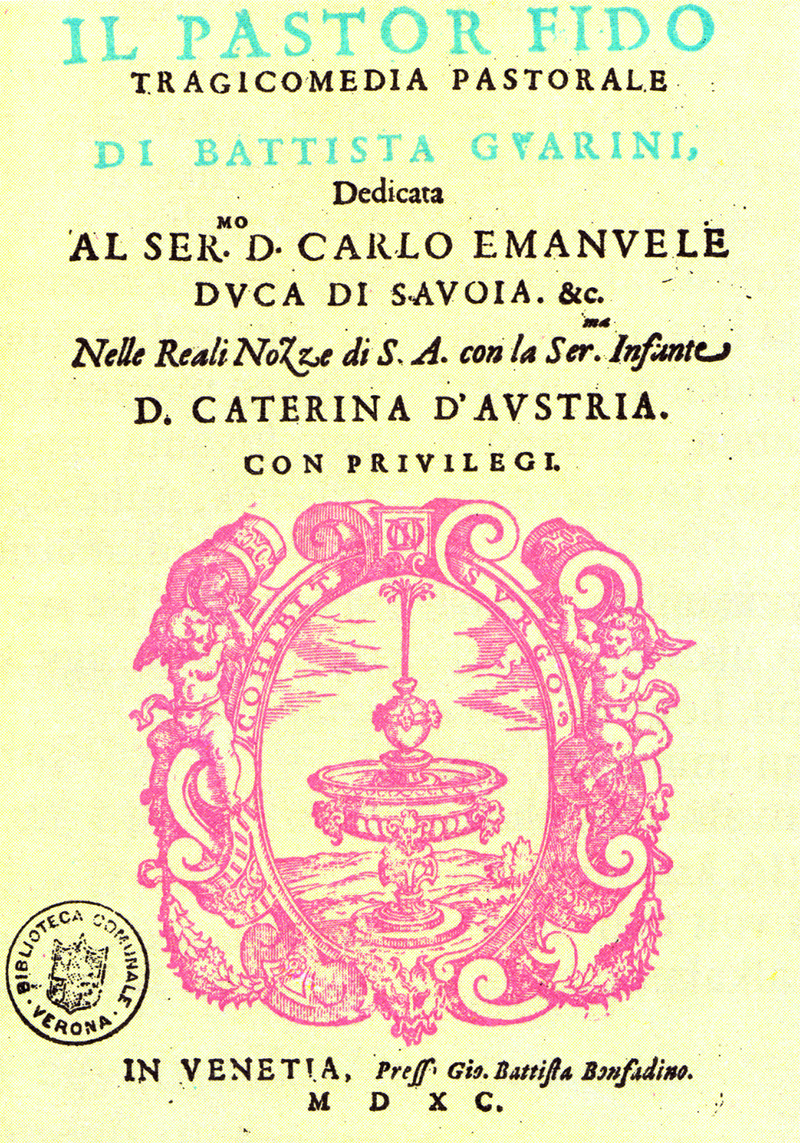
Titelblatt der literarischen Vorlage Guarinis (1590)

Die Wurzeln der Schäferspieldichtung als literarische Gattung reichen bis in die Antike, zu den Idyllen Theokrits und Eklogen Vergils, zurück. Das Pastoraldrama, das Schäferspiel selbst, wird in der Renaissance geboren. Sein erster Vertreter war das Werk Polizianos: Fabula di Orfeo (1480). Obwohl es in vielartigen, in Nationen und Epochen unterschiedlichen Formen existierte, ist das Schäferspiel in seinen grundlegenden Zügen immer gleich: Seine „Helden“ sind Nymphen und Hirten, in den meisten Fällen jedoch keine wahrhaftigen Hirten, sondern Männer, die ausschließlich die Liebe und die Jagd interessiert, die in einem verfeinerten literarischen Stil miteinander und mit den von ihnen geliebten Damen plaudern. Zumeist sind es allegorische Figuren ohne individuelle Züge, gegebenenfalls mythologische Gestalten. (Die Schäferspielautoren des 16. und 17. Jahrhunderts adaptierten besonders häufig die Liebesgeschichten Ovids, solche sind zum Beispiel Acis und Galathea, Apollo und Daphne oder Orpheus und Eurydike.) Der Schauplatz der Schäferspiele ist immer eine friedlich-idyllische Landschaft, zumeist Arkadien. Die Handlung der im idyllischen Arkadien spielenden Pastoralen besteht ausschließlich aus Liebesverwicklungen und Intrigen, wobei die mythologischen und magischen Elemente, der Opferbrauch und religiöse Zeremonien im Allgemeinen eine wichtige Rolle spielen. Das berühmteste und wirkungsvollste Schäferspiel der Literaturgeschichte ist das Stück Il pastor fido von Giovanni Battista Guarini (1585), welches erstmals im Jahre 1590 in Venedig gedruckt wurde und in Italien bis zum Jahre 1602 insgesamt zwanzig (!) Ausgaben erlebte. Quasi vom Augenblick seiner Entstehung an inspirierte dieses Stück zu zahllosen musikalischen Bearbeitungen. Wir kennen mehr als 550 Madrigale, welche einen Teil des Werkes aufgreifen; eine Reihe von Madrigalsammlungen bekamen den Titel Il pastor fido, und das Werk Guarinis beziehungsweise andere italienische Schäferspiele dienten als literarische Grundlage für die in den letzten Jahrzehnten des 16. Jahrhunderts entstehende neue Kunstgattung: die Oper. Fünfzig Jahre zuvor wurden in Ferrara Schäferspiele mit Musik rezitierend aufgeführt, und auch die ersten Opern der Komponisten der berühmten Florentiner Camerata, jener Gesellschaft, die der Oper zur Geburt verhalf, waren Stücke mit Pastoralthematik, wie etwa Jacopo Peris Dafne (1598) und Euridice (1600). Bis hin zur Eröffnung der ersten öffentlichen Opernhäuser in den dreißiger Jahren des 17. Jahrhunderts blieb die Operngattung der Pastorale vorherrschend, so lange, bis sie durch einen neuen Operntyp, die schnell populär werdende, tragisch oder episch thematisierte, dramatische Heldenoper, von den Bühnen verdrängt wurde. Erst in den letzten Jahrzehnten lebte sie erneut auf, als Ergebnis der Aktivitäten der im Jahre 1689 gegründeten Gesellschaft der Arkadischen Akademie, welche sich um natürliche Einfachheit im literarischen Stil bemühte und nun die alte, zu kompliziert und zu affektiert gewordene Pastoraloper in einer neuen, vereinfachten Form erscheinen ließ: Halb so umfangreich wie die mythologischen oder Heldenopern, beschäftigt sie nur vier bis fünf Darsteller, und in ihr ist kaum ein Chor zu finden; ihr musikalischer Stil ist gedrängt und einfach, das Orchester besteht im Allgemeinen nur aus Streichern. Der hervorragendste Meister der auf diese Weise gestalteten italienischen Pastoraloper war Alessandro Scarlatti, von dem auch Händel vieles gelernt hatte und dessen Werke bei mehr als hundert in Italien komponierten, stark Operncharakter tragenden Händel-Kantaten als Vorbild dienten.
Im Mai 1734 brachte Händel dann die Oper in einer neuen Fassung mit der zweiten Royal Academy of Music (15 Aufführungen) und schon im November darauf in einer nochmals geringfügig veränderten Variante heraus (5 Aufführungen), diesmal allerdings mit einem neu komponierten Prolog Terpsicore (siehe die Abschnitte „Zweite Fassung“ und „Terpsicore“).
Die erste Aufführung der Neuzeit ist dem Pionier der historischen Aufführungspraxis August Wenzinger zu verdanken. Sie fand am 5. September 1946 im St. Albansaal in Basel als Produktion der Schola Cantorum Basiliensis und des Basler Marionetten-Theaters statt. Von den sechs Aufführungen dieser Produktion waren zwei in italienischer und vier in deutscher Sprache.

## Zweite und dritte Fassung – Entstehung
1734 griff Händel das Werk wieder auf und arbeitete es um, indem er eine Reihe von Sätzen aus der kurz zuvor entstandenen Serenata Il Parnasso in festa und aus anderen Opern in die Partitur eingliederte. In dieser Fassung wurde die Oper am 18. Mai 1734 im King’s Theatre am Haymarket aufgeführt. Hier musste Händel aber wegen fehlenden Geldes im Sommer ausziehen und das konkurrierende Opernunternehmen, die Opera of the Nobility („Adelsoper“), zog ein. Damit nicht genug, warb diese Händel auch die Stars seines Ensembles ab, u. a. Senesino. Im Juni schließlich folgte dann der Umzug ins neuerbaute Theatre Royal Covent Garden, wo er Il pastor fido mit kleinen Änderungen erneut auf die Bühne brachte. Die bedeutsamste Umarbeitung betrifft die Partie des Silvio: Ursprünglich eine Rolle für einen Altisten, wurde sie jetzt von einem Sopranisten gesungen, bevor sie im Herbst für den Tenor John Beard eingerichtet wurde.
Besetzung der Premiere der Neufassung (Mai 1734):
- Mirtillo – Giovanni Carestini, genannt „Il Cusanino“ (Mezzosoprankastrat)
- Amarilli – Anna Maria Strada del Pò (Sopran)
- Eurilla – Margherita Durastanti (Sopran)
- Silvio – Carlo Scalzi, genannt „Il Cichione“ (Soprankastrat)
- Dorinda – Maria Caterina Negri (Alt)
- Tirenio – Gustavus Waltz (Bass)

## Terpsicore – Entstehung
Als Händel im Herbst 1734 an das Covent-Garden-Theater zu John Rich überwechselte, führte er Il pastor fido am 9. November 1734 erneut auf, diesmal mit dem Prolog Terpsicore, da Rich einen Chor und das Ballett der Marie Sallé verpflichtet hatte.
Der italienische Text stammt ebenso von Giacomo Rossi, der auch den Text für die eigentliche Oper verfasst hatte. Terpsicore ist ein einaktiges, selbständiges Tanzspiel, zugleich aber auch ein Prolog, der mit der Oper derart in Zusammenhang steht, als er gewissermaßen den „göttlichen“ Rahmen für die Handlung der Oper in Arkadien liefert. Er besitzt seine eigene Handlung, die völlig in sich abgeschlossen ist und keinerlei Andeutungen, geschweige denn Hinweise auf Il pastor fido gibt:
Auf Wunsch Apollos soll die im Zentrum der Handlung stehende Muse der Tanzkunst Terpsicore mit ihren Tanzgespielinnen die verschiedenen Arten und Charaktere der Liebe darstellen. Dennoch ist das Tanzspiel Händels mehr als nur ein Affektenballett. Die Gebärdenkunst des Tanzes soll zusammen mit den darauf zugeschnittenen Musikstücken ersehen, erhören und fühlen lassen, welche Freuden und Leiden, Tiefsinnigkeiten und Eifersüchte als (Klang-)Bilder der Liebe erscheinen und auftreten können, ernsthafte Inhalte und skurrile Auswüchse eingeschlossen.
Besetzung der Premiere der dritten Fassung (November 1734) im Theatre Royal, Covent Garden:
- Apollo – Giovanni Carestini, genannt „Il Cusanino“ (Mezzosoprankastrat)
- Erato – Anna Maria Strada del Pò (Sopran)
- Terpsicore – Marie Sallé (Tanzrolle)
- Mirtillo – Giovanni Carestini (Mezzosoprankastrat)
- Amarilli – Anna Maria Strada del Pò (Sopran)
- Eurilla – Maria Rosa Negri (Alt)[2]
- Silvio – John Beard (Tenor)
- Dorinda – Maria Caterina Negri (Alt)
- Tirenio – Gustavus Waltz (Bass)

## Handlung

### Historischer und literarischer Hintergrund
Guarini bezeichnete sein Stück als „Tragicomedia pastorale“. Die Handlungsstränge in dem Pastoraldrama sind äußerst vielschichtig und verzweigt: neben neunzehn handelnden Personen ist noch ein Chor beschäftigt. Rossis Libretto macht den Versuch, die Handlung auf das zum Verständnis nötige Minimum zu reduzieren, und geht dennoch davon aus, dass der Opernbesucher die Vorlage Guarinis kennt.

### Prolog
Erato bereitet mit ihren Untergebenen eine Huldigungsfeier für Zeus vor. Apollo wird zur Entgegennahme der Huldigung als Stellvertreter des Zeus erwartet. Der Altar der Diana ist bedeckt mit den Leichen geopferter Mädchen: Dies ist das Ergebnis des von der Göttin gegebenen Orakels, das für die dereinst von einem Mädchen begangene Untreue das Land Arkadien mit der Strafe belegte, dass alle „unrechtmäßig“ der Liebe verfallenen Mädchen und Frauen sterben müssen. Die Strafe währt so lange, bis sich zwei Bedingungen erfüllen: Wenn sich zwei junge Menschen aus göttlichem Geschlecht in Liebe verbinden und ein treuer Hirte sich selbst für ein Mädchen opfert. Erato hat den Altar so geschmückt, dass man den grausamen Anblick nicht sehen kann. Sie hofft bei dieser Gelegenheit auf die Zuwendung der Gunst Apollos. Der aber interessiert sich für – Terpsicore. Endlich kommt sie, verspätet und zögernd. Der verdeckte Opferaltar ist der Gegenstand ihrer Aufmerksamkeit, weniger die Huldigungsfeier. Apollo bittet sie zu tanzen. Sie benutzt ihren Tanz, um darauf hinzuweisen, dass es Zeit ist, etwas für die Menschen zu tun, es ist Zeit, dem sinnlosen Sterben Einhalt zu gebieten. Weder bei Apollo noch bei Erato findet sie Verständnis. Apollo verlangt von ihr, die Leidenschaften der Liebe und das Feuer der Eifersucht im Tanz darzustellen. Terpsicore macht einen zweiten Versuch, auf die Nöte der Menschen hinzuweisen, die durch den Orakelspruch eingetreten sind. Sie holt die Schemen der Personen herbei, die in den Konflikt des offenbar nächsten Opfers – Amarilli – einbezogen sind. Sie bittet für sie, doch Apollo hat nur Augen für seine Muse der Tanzkunst. Erato beendet abrupt das Fest. Diana, schon ihres nächsten Opfers sicher, geht mit Apollo und seinen Musen die Wette um Amarillis Schicksal ein.

### Erster Akt
Auf Amarilli lastet das Bewusstsein des Orakels. Dennoch kann sie nicht ihren Verlobten, den Jäger Silvio, lieben. Sie liebt und begehrt allein den Hirten Mirtillo. Aber eine Vereinigung mit ihm würde ihren Tod bedeuten, da die Göttin Diana ihre Untreue an dem Zugesprochenen sühnen würde. Dennoch hofft sie auf einen Ausweg aus der Situation.
Mirtillo ist enttäuscht von Amarillis vermeintlicher Kälte gegen ihn. Für Eurilla ist dies ein willkommener Anlass, Mirtillo, den sie sehnlichst begehrt, an sich zu ziehen. Sie verspricht ihm Hilfe bei seiner Werbung um Amarilli. Mirtillos Kranz soll ihr dabei helfen.
Amarilli begegnet ihrem Verlobten Silvio. Ihm ist es gleichgültig, wen seine Verlobte liebt. Er liebt allein die Jagd und die Jagdgöttin Diana.
Amarilli schöpft aus dem Verhalten Silvios neue Hoffnung für ihre heimliche Liebe zu Mirtillo. Das Mädchen Dorinda hingegen liebt Silvio. Ja sie bewundert sogar seine Hingabe an das Götzenbild Dianas, an dessen Stelle sie selbst gern wäre. Unverhohlen gibt sie Silvio ihre Gefühle für ihn preis. Der Jäger, noch nie von einem Mädchen derart provoziert, ist erschrocken und verwirrt.

### Zweiter Akt
Mirtillo wartet auf Eurillas versprochene Hilfe. Neben dem Eingeschlafenen legt Eurilla den Kranz mit einer anonymen Einladung in jene Höhle, wo sich die Liebenden Arkadiens die Erfüllung ihrer Liebe gewähren. Mirtillo findet den Brief, glaubt sofort, dass Amarilli der Absender ist, und stürmt beseligt davon.
Amarilli wiederum schließt aus dem „Fund“, Mirtillo habe diesen Brief von einem anderen Mädchen. Eurilla bestätigt ihr die Befürchtung. Für Amarilli scheint jede Hoffnung für immer erloschen.
Dorinda verfolgt Silvio auch weiterhin. Sie hat bemerkt, dass er für weibliche Schönheit durchaus nicht unempfindlich ist. Nun spielt sie unverhohlen mit ihren Reizen, des nahen Sieges gewiss.
Eurilla schickt den zögernden Mirtillo in die Höhle der Liebe, ihm versichernd, dass dort Amarilli auf ihn wartet. Auch Amarilli konnte sie überreden, die Höhle zu betreten, allerdings nur, weil sie sich an diesem Ort von der vermeintlichen Untreue des Geliebten überzeugen will. Eurillas Plan erfüllt sich: Amarilli und Mirtillo begegnen sich, erkennen ihre Liebe und Treue zueinander, nichts in der Welt vermag sie zu trennen. Schnell holt Eurilla die Priester als Zeugen der sich hier vollziehenden „unrechtmäßigen“ Liebe.

### Dritter Akt

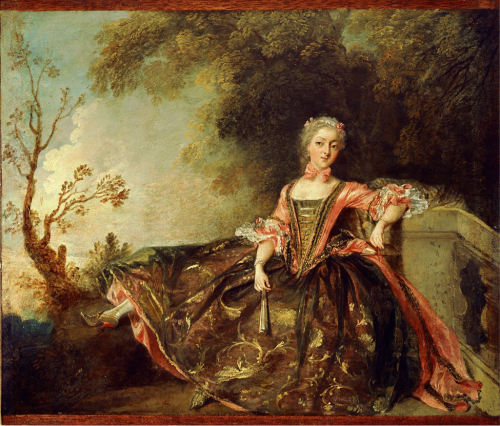
Marie Sallé tanzte die Terpiscore, Gemälde von Nicolas Lancret

Dorinda verfolgt Silvio auch bei der Jagd. Schreck und Verwirrung sowie Dorindas Zärtlichkeit lassen in Silvio die Liebe hervorbrechen. Da kommt Eurilla, um mit kaum zu verhehlendem Triumph zu verkünden, dass Amarilli zum Opfertod geführt wird. Amarilli ist bereit zu sterben. Doch ein letztes Lebewohl wollte sie dem geliebten Mirtillo sagen.
Im letzten Moment stürzt Mirtillo herbei, befreit Amarilli und bietet sich selbst zum Opfer dar.
Damit ist die Bedingung zur Aufhebung des Orakels erfüllt. Die Göttin Diana hat ihre Macht über die Menschen verloren. Der blinde Tirenio verkündet es und gibt die Paare zusammen, die in wahrer Liebe verbunden sind: Amarilli und Mirtillo, Dorinda und Silvio. Eurilla wird die Intrige verziehen, hat auch sie doch nur aus Liebe gehandelt; ihre Reue sühnt ihr Vergehen.

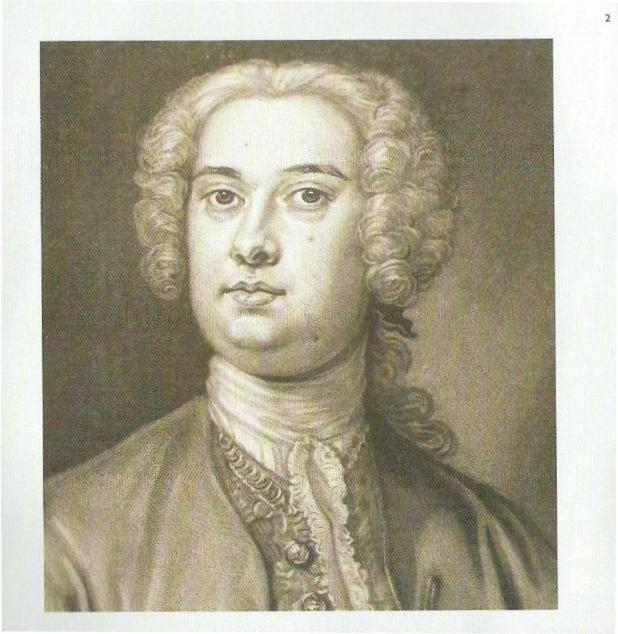
Der Mezzosopranist Giovanni Carestini

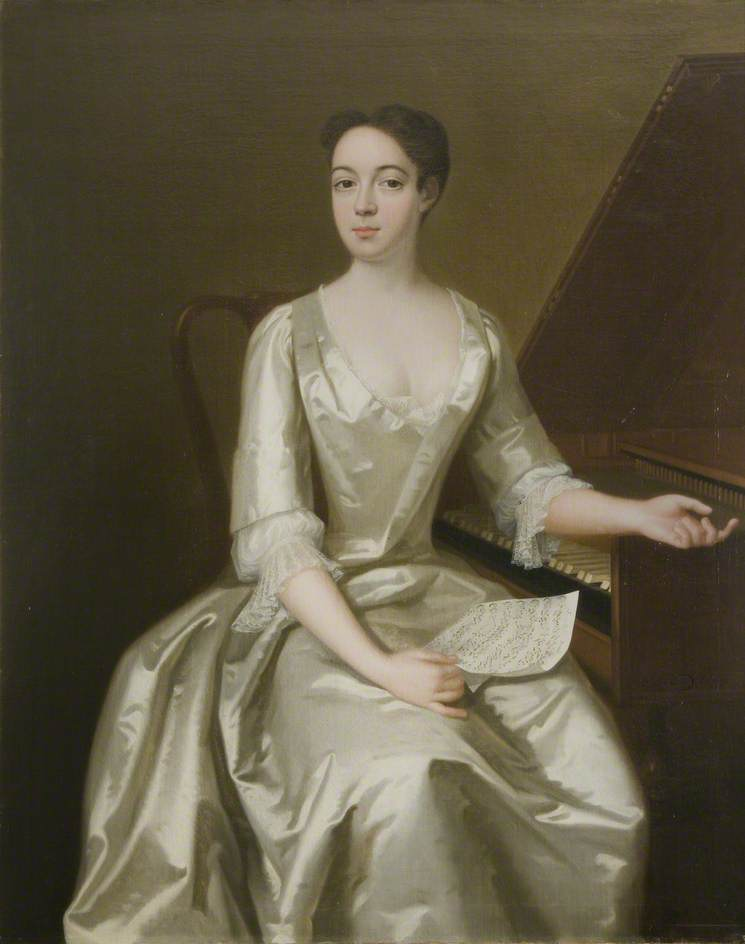
Händels Lieblingssängerin Anna Maria Strada (Porträt von Johannes Verelst, 1732)

## Musik
Die Musik der im Jahre 1712 entstandenen Fassung setzt sich zu zwei Dritteln aus übernommenen Arien aus von Händel in Italien komponierten Kantaten und Oratorien zusammen, und die Gesamtheit des Stückes stellt ein Musterbeispiel der Pastoraloper des 18. Jahrhunderts dar. Unter den 23 Arien des Werkes werden nur sieben ausschließlich von den Continuoinstrumenten begleitet, zwei weitere sind sogenannte Unisono-Arien, in denen die Violinen ohne Bass mit der Gesangsstimme parallel erklingen. Im Gegensatz zu dem farbenprächtigen Orchester des Rinaldo, in dem es auch vier Trompeten gab, spielten im Il pastor fido des Jahres 1712 überhaupt keine Blechbläser, und nur in zehn Nummern (einschließlich zweier kurzer instrumentaler Sinfonien und der Ouvertüre) erklingen Oboen und Fagott, außerdem zweimal ein Traversflöten-Paar. Außer den Arien gibt es in dem Stück insgesamt zwei abgeschlossene Nummern, die ein größeres Ensemble beschäftigen: ein Duett sowie den den dritten Akt beschließenden kurzen „Coro“, der jedoch, der italienischen Opernpraxis nach, nicht von einem wirklichen Chor, sondern vom Ensemble der Solisten gesungen wurde. All dies stand im krassen Widerspruch zum Geschmack des englischen Publikums, welches Chöre, Ballette beziehungsweise natürliche Erscheinungen oder Schlachten darstellende Orchesternummern liebte, wie auch zu den Traditionen der Masque.
Als Händel 22 Jahre später Il pastor fido in London erneut auf die Bühne brachte, zog er diese englischen Traditionen in Betracht und bearbeitete das Stück grundlegend. Aus der ursprünglich aus fünf Sätzen bestehenden – in einer Oper als ziemlich lang wirkenden – Ouvertüre behielt Händel nur die üblichen drei Teile (majestätische Einleitung mit scharfen Punktierungen, Fuge, Tanzsatz) bei und setzte zwei neue Instrumentalstücke (Sinfonias) jeweils an den Beginn der beiden folgenden Akte. Durch die hinzugefügten Chorsätze, welche Händel aus seiner „frischen“ Serenata Il Parnasso in festa nahm, wurde das Stück wesentlich bereichert. Außerdem tauschte er bei vier Arien die Continuo- gegen eine Orchesterbegleitung und erweiterte den Umfang des Werkes durch das Einfügen mehrerer neuer Arien beziehungsweise eines neuen Duettes wesentlich. Die wahrhaftig radikale Überarbeitung war nicht vergebens: Die zweite Version erlebte insgesamt 20 Vorstellungen (zusammen mit den Vorstellungen im Covent Garden Theatre im November), was zu jener Zeit als ernstzunehmender Erfolg galt.
Im Theatre Royal Covent Garden standen ihm nun mit der Französin Marie Sallé und ihrer Compagnie ein hervorragendes Ballettensemble und eine ausdrucksstarke Solotänzerin zur Verfügung. Händel nutzte die neuen Möglichkeiten gut und sicherte dem Ballett in jeder Oper der Spielzeit, auch den Wiederaufnahmen, eine wichtige Rolle. Auch für die Schlüsse aller drei Akte des Il pastor fido komponierte er einige Tanzsätze und setzte an den Beginn der Oper – wieder zum großen Teil aus einigen seiner früheren Opern zusammengestellt – einen Prolog, in dem die Sallé mit ihrer Compagnie glänzen konnte.
Über die eingefügten Ballette und den Prolog hinaus nahm Händel auch in den Arien einige Veränderungen vor. Obwohl er immer sehr gern Teile eines seiner Werke in ursprünglicher oder überarbeiteter Form in ein anderes übernahm – besonders dann, wenn er zum Verfassen neuer Kompositionen wenig Zeit hatte (manche Nummern finden wir sogar in fünf oder sechs verschiedenen Stücken wieder) –, ist eine derart umfangreiche Anleihe auch für ihn recht ungewöhnlich. So könnte man Il pastor fido auch fast als Pasticcio bezeichnen.
Vergleicht man die Besetzungen der drei Premieren, wird klar, dass die Veränderungen der Arien größtenteils des Darstellerwechsels wegen notwendig waren. Unter Händel arbeiteten in London viele Sängergrößen jener Epoche, und zahlreiche großartige Händel-Arien bewahren das Andenken an diese Zusammenarbeit.
Die am meisten ins Scheinwerferlicht gerückte Figur aller Fassungen des Il pastor fido war ein Primo uomo, der Darsteller des Mirtillo, der in der ersten Version von dem Sopran-Kastraten Valeriano Pellegrini gesungen wurde und in der zweiten Fassung von dem Mezzosopranisten Giovanni Carestini, der als Sänger und auch als Schauspieler hervorragend war. Für diesen fügte Händel zwei neue Arien ein und tauschte alle sechs Arien gegen feiner ausgearbeitete Stücke aus.
Die Partie der Amarilli sang 1734 Anna Maria Strada, die im Jahre 1729 von Händel für die zweite Royal Academy nach London engagiert worden und bis 1737 die führende Sopranistin (prima donna) in Händels Truppe war. Während ihrer Zusammenarbeit mit Händel erwies sie sich als eine der besten Bühnendarstellerinnen Europas. Händel hielt sie für eine bessere Sängerin als ihre beiden berühmten Vorgängerinnen, Faustina Bordoni und Francesca Cuzzoni. Von den beiden Frauensopranen, Amarilli und Eurilla, hatte im Jahre 1712 noch Eurilla die größte und schwierigste Partie (gegenüber den drei Arien Amarillis sang sie fünf), so veränderte sich die Situation mit dem Auftreten der Strada in der Fassung von 1734 sofort: Die Rolle der Amarilli wurde ausgebaut und gleichrangig mit dem primo uomo Mirtillo.
Eurilla wurde in der zweiten Version von einer älteren Sängerin, Margherita Durastanti, gespielt, die Händel in alter Freundschaft verbunden war (schon seinerzeit in Rom hatten sie zusammengearbeitet). Sie hatte inzwischen stimmlich etwas abgebaut und konnte 1734 nur noch in der Mezzosopranlage singen. Ganz offensichtlich bemühte sich der Komponist, die damaligen Fähigkeiten seiner Kollegin von der vorteilhaftesten Seite vorzustellen; er strich zwei virtuose Arien der Eurilla und gab ihr – mit einem neuen Text versehen – das dankbare Stück Frode, sol a te rivolta (HWV 8c, Nr. 4), welches ursprünglich von Silvio gesungen wurde; weiterhin anstelle der stark verzierten und anspruchsvollen Arie Occhi belli (HWV 8a, Nr. 10) die 1712 noch zur Rolle Dorindas gehörende, musikalisch interessantere und bequem singbare Arie Hò un non sò che nel cor (HWV 8a, Nr. 18, HWV 8c, Nr. 14, zwar um einen ganzen Ton nach unten transponiert, aber mit dem ursprünglichen Text). In den Aufführungen im späten 1734 brachte das Erscheinen des gerade von Händel entdeckten und später recht berühmt gewordenen englischen Sängers John Beard die größte Veränderung. Beard debütierte mit dem pastor fido auf der Opernbühne, und ihm zuliebe setzte der Komponist die ursprüngliche Kastratenalt-Rolle des Silvio in die Tenorlage um und komponierte ihm außerdem die recht virtuose Arie Non vo’ mai seguitar (HWV 8c, Nr. 7b) neu, welche eines der wirkungsvollsten Details des ganzen Werkes bildet.
Das Duett aus dem Prolog Tuoi passi son dardi / Col mezzo d’sguardi (HWV 8b, Nr. 9) ist ein feiner und prächtiger Satz mit einer für Händel so typisch sinnlichen Stimmung: Unisono-Blockflöten, gedämpfte Streicher, Pizzicato-Celli und Les Orgues doucement, e la Teorbe. Das ist der einzig erhaltene Hinweis auf die Verwendung einer Orgel durch Händel in einer seiner Opern.
Terpsicore und Il pastor fido zusammen ergeben einen langen Abend. Händel selbst kürzte in einigen der späteren Vorstellungen: so den B-Teil und das Da capo von Gran tonante (HWV 8b, Nr. 2), Di Parnasso i dolci accenti (HWV 8b, Nr. 3) sowie Caro amor (HWV 8c, Nr. 13). Außerdem gab es einen 29 Takte umfassenden Strich in der Chaconne (HWV 8b, Nr. 5). Ganz gestrichen wurden Eurillas Arien Frode, sol a te rivolta (HWV 8c, Nr. 4) und Hò un non sò che nel cor (HWV 8c, Nr. 14), was kein gutes Licht auf die sängerischen Qualitäten von Rosa Negri (die später in Dresden als Sopranistin engagiert war) wirft. Ferner entfiel auch der E-Dur-Satz im Schlussballett (HWV 8c, Nr. 36).

## Struktur der Oper

### Erste Fassung, 1712
Ouverture – Largo – Allegro – [Menuet] – Adagio – [Allegro]

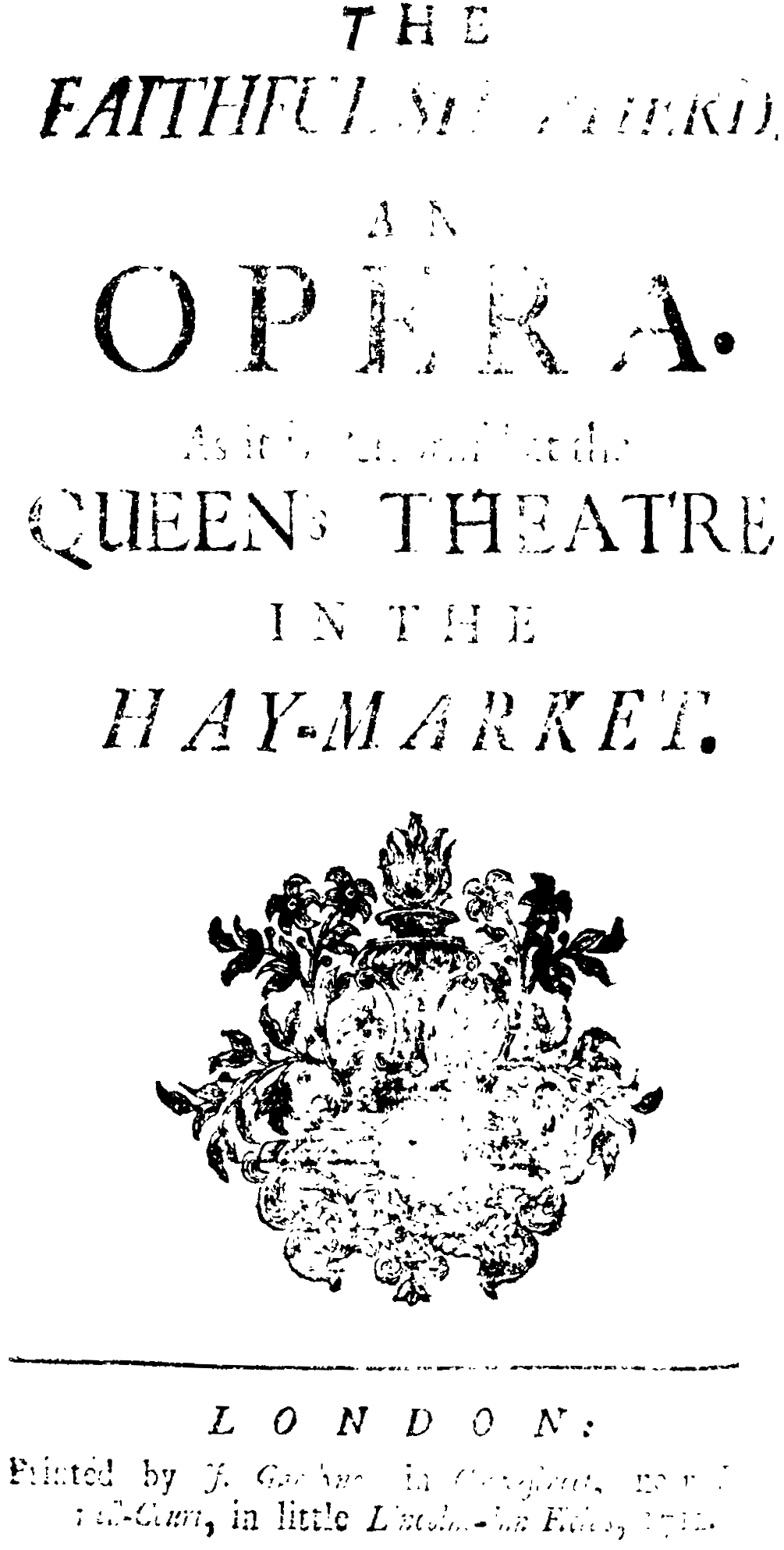
Titelblatt des Librettos von 1712

#### Erster Akt
| Scena I    | 1. Aria. Mirtillo (BC) Fato crudo, Amor severo            |
|            | Recitativo. Mirtillo Ah! nò, sia pur pietosa              |
|            | 2. Aria. Mirtillo (2 Vl, BC) Augeletti, rusceletti        |
| Scena II   | Recitativo. Amarilli Ah! infelice mia patria              |
| Scena III  | Recitativo. Mirtillo, Amarilli Son di Mirtillo!           |
|            | 3. Aria. Amarilli (2 Ob, Str, BC) Son come navicella      |
| Scena IV   | Recitativo. Mirtillo Come viver poss’io                   |
| Scena V    | Recitativo. Eurilla, Mirtillo Ferma, Mirtillo!            |
|            | 4. Aria. Mirtillo (Str, BC) Lontan del mio tesoro         |
| Scena VI   | Recitativo. Eurilla Ah! che sperar mi resta               |
|            | 5. Aria. Eurilla (2 Ob, Str, BC) Di goder il bel ch’adoro |
| Scena VII  | 6. Aria. Silvio (2 Vl, BC) Casta Dea, a te divoto         |
|            | Recitativo. Silvio, Dorinda Tu sola, oh bella Diva        |
|            | 7. Aria. Dorinda (Str, BC) Mi lasci, mi fuggi             |
| Scena VIII | Recitativo. Silvio Cintia, mia casta Dea                  |
|            | 8. Aria. Silvio (2 Ob, Str, BC) Non vo’legarmi il cor     |

#### Zweiter Akt
| Scena I    | Recitativo. Mirtillo E ancor non giunge Eurilla                     |
|            | 9. Aria. Mirtillo (2 Fl, Str, BC) Caro Amor, sol per momenti        |
| Scena II   | 10. Aria. Eurilla (2 Vl, Vc, Cemb) Occhi belli, voi sol siete       |
|            | Recitativo. Eurilla Gia fortuna m’arride                            |
| Scena III  | Recitativo. Mirtillo E chi tenta rapirmi il bel tesoro?             |
|            | 11. Aria. Mirtillo (Str, BC) Allor che sorge astro lucente          |
| Scena IV   | Recitativo. Amarilli Mi fian cari i tuoi voti                       |
| Scena V    | Recitativo. Eurilla, Amarilli Mia diletta, che pensi?               |
|            | 12. Aria. Amarilli (2 Ob, Str, BC) Finte labbra! stelle ingrate!    |
| Scena VI   | Recitativo. Silvio, Dorinda Vanne lungi da me!                      |
|            | 13. Aria. Silvio (2 Vl, BC) Sol nel mezzo risuona del core          |
| Scena VII  | Recitativo. Dorinda Dorinda, ove hai tu poste le tue speranze?      |
|            | 14. Aria. Dorinda (Str, BC) Se in ombre nascosto ritira             |
| Scena VIII | Recitativo. Mirtillo, Eurilla Ed è pur ver                          |
|            | 15. Aria. Mirtillo (2 Ob, Str, BC) Nel mio core ritorna il contento |
| Scena IX   | Recitativo. Amarilli, Eurilla E tu stessa vedesti recar l'invito?   |
|            | 16. Aria. Amarilli (2 Ob, Str, BC) Nò! non basta a un infedele      |
| Scena X    | Recitativo. Eurilla, Mirtillo Ah! tepido amator                     |
| Scena XI   | Recitativo. Eurilla Sù, sù! per mano altrui                         |
|            | 17. Aria. Eurilla (2 Ob, Str, BC) Ritorna adesso Amor               |

#### Dritter Akt
| Scena I    | Recitativo. Dorinda Sventurato mio amore!                                                    |
|            | 18. Aria. Dorinda (2 Vl, BC) Ho un non so che nel cor                                        |
| Scena II   | Recitativo. Silvio Miei fidi, oggi v’accenda                                                 |
| Scena III  | Recitativo. Dorinda, Silvio Oh! dolce uscir di vita                                          |
|            | 19. Aria. Dorinda (2 Ob, 2 Vl, BC) Se m’ami, oh caro                                         |
| Scena IV   | Recitativo. Silvio Amor, se gloria stimi                                                     |
|            | 20. Aria. Silvio (2 Vl, BC) Tu nel piagarmi il seno                                          |
| Scena V    | 21. Aria. Eurilla (2 Ob, Str, BC) D’allor trionfante si cinga la fronte                      |
|            | Recitativo. Eurilla Già Amarilli fù colta                                                    |
| Scena VI   | Recitativo. Dorinda, Silvio, Eurilla                                                         |
|            | 22. Aria. Eurilla (2 Ob, Str, BC) Secondaste al fine, oh stelle                              |
| Scena VII  | 23. Sinfonia e Recitativo accompagnato. Amarilli (2 Ob, Fg, Str, BC) Oh! Mirtillo, Mirtillo! |
| Scena VIII | Recitativo. Mirtillo, Amarilli Sciogliete quelle mani!                                       |
|            | 24. Duetto. Mirtillo, Amarilli (Ob, Fg, Str, BC) Per te, mio dolce bene                      |
| Scena IX   | 25. Sinfonia. (Str, BC)                                                                      |
|            | 26. Aria. Tirenio (2 Vl, BC) Risonar mi sento al core                                        |
|            | Recitativo. Tirenio Cessate omai, cessate                                                    |
| Scena X    | Recitativo. Mirtillo, Amarilli, Dorinda, Silvio, Eurilla E ti stringo, mio ben!              |
|            | 27. Coro. (2 Ob, Str, BC) Quel ch’il Cielo già prefisse                                      |

### Dritte Fassung, November 1734

#### PrologTerpsicore
Ouverture
| 1. Coro. (2 Ob, 2 Hr, Str, BC) I nostri cori dobbiamo offrir                         |
| Recitativo. Apollo Melodiosa germana                                                 |
| 2. Aria. Apollo (Fg, Str, BC) Gran tonante                                           |
| Recitativo. Apollo Ma Terpsicore snella, dov’e?                                      |
| 3. Aria. Erato (BC) Di Parnasso i dolci accenti                                      |
| 4. Prelude. (2 Ob, Str, BC)                                                          |
| Recitativo. Apollo Ecco sen vien                                                     |
| 5. Chaconne. (2 Ob, Fg, Str, BC)                                                     |
| 6. Duetto. Erato, Apollo (BC) Col tuo piede brilla amor/Co’tuoi giri incantil il cor |
| 7. Sarabanda. (Str, BC)                                                              |
| Recitativo. Apollo Pingi i trasporti d’un amator                                     |
| 8. Gigue. (Str, BC)                                                                  |
| Recitativo. Erato La speme, e cura d’un fido amor                                    |
| 9. Duetto. Apollo, Erato (BC) Tuoi passi son dardi/Col mezzo d’sguardi               |
| Recitativo. Apollo La gelosia, cieco il furor                                        |
| 10. Air. (2 Ob, Str, BC)                                                             |
| Recitativo. Erato, Apollo Dai, quando vuoi                                           |
| 11. Aria. Apollo (2 BlFl, Str, BC) Hai tanto rapido                                  |
| 12. Ballo. (2 BlFl, Vl unis)                                                         |
| 13. Duetto. Apollo, Erato (2 Vl, BC) Vezzi più amabile                               |
| 14. Coro. (2 Ob, 2 Hr, Str, BC) Cantiamo lieti della virtù                           |

#### Erster Akt
Ouverture – Bourrée
| Scena I    | 1b. Recitativo accompagnato. Amarilli (Str, BC) Ah! Infelice mia patria! |
| Scena II   | Recitativo. Mirtillo, Amarilli Son di Mirtillo                           |
|            | 2b. Aria. Amarilli (2 Vl, BC) D’amor a fier contrasti                    |
| Scena III  | Recitativo. Mirtillo Come viver poss’io                                  |
| Scena IV   | Recitativo. Eurilla, Mirtillo Ferma, Mirtillo!                           |
|            | 3. Aria. Mirtillo (2 Ob, Str, BC) Sento brillar nel sen                  |
| Scena V    | Recitativo. Eurilla Ah! Che sperar mi resta                              |
|            | 4. Aria. Eurilla (2 Vl, BC) Frode, sol a te rivolta                      |
| Scena VI   | Recitativo. Silvio, Amarilli Tu sola, oh bella Diva                      |
|            | 5. Aria. Amarilli (2 Ob, Str, BC) Finché un Zeffiro soave                |
| Scena VII  | Recitativo. Dorinda, Silvio Respira, anima mia!                          |
|            | 6. Aria. Dorinda (2 Fl, Str, BC) Quanto mai felici siete                 |
| Scena VIII | Recitativo. Silvio Cintia, mia casta Dea                                 |
|            | 7b. Aria. Silvio (2 Ob, Str, BC) Non vo’mai seguitar                     |
|            | 8. Coro. (2 Ob, Fg, 2 Hr, Str, BC) Oh, oh quanto bella gloria            |
|            | 9. Balli: March. (2 Hr, Str, BC)                                         |
|            | 10. Pour les Chasseurs. (2 Ob, 2 Hr, Str, BC)                            |
|            | 11. [Allegro]. (2 Ob, 2 Hr, Str, BC)                                     |

#### Zweiter Akt
| Scena I    | 12. Sinfonia. (2 Ob, Str, BC)                                          |
|            | Recitativo. Mirtillo E ancor non giunge Eurilla                        |
|            | 13. Aria. Mirtillo (Str, BC) Caro Amor                                 |
| Scena II   | Recitativo. Eurilla Già fortuna m'arride                               |
|            | 14. Aria. Eurilla (2 Vl, BC) Ho un non so che nel cor                  |
| Scena III  | Recitativo. Mirtillo E chi tenta rapirmi                               |
|            | 15. Aria. Mirtillo (2 Vl, BC) Torni pure un bel splendore              |
| Scena IV   | Recitativo. Amarilli Mi fian cari i tuoi voti                          |
| Scena V    | Recitativo. Eurilla, Amarilli Mia diletta, che pensi                   |
|            | 16. Aria. Amarilli (2 Ob, Str, BC) Finte labbra!                       |
| Scena VI   | Recitativo. Silvio, Dorinda Vanne lungi da me!                         |
|            | 17. Aria. Silvio (2 Vl, BC) Sol nel mezzo risona del core              |
| Scena VII  | Recitativo. Dorinda Non mi fuggir                                      |
|            | 18. Aria. Dorinda (Str, BC) Se in ombre nascosto                       |
| Scena VIII | Recitativo. Mirtillo, Eurilla Ed è pur ver                             |
|            | 19. Aria. Mirtillo (2 Vl, BC) Sì, rivedrò                              |
| Scena IX   | Recitativo. Amarilli, Eurilla E tu stessa vedesti                      |
|            | 20. Aria. Amarilli (2 Ob, Str, BC) Scherza in mar la navicella         |
| Scena X    | Recitativo. Eurilla, Mirtillo Ah! Tepido amator                        |
|            | 21. Aria e Coro. Mirtillo (2 Ob, Fg, Str, BC) Accorrete, o voi pastori |
|            | 22. Balli di pastori e pastorelle: Ballo. (2 Ob, Str, BC)              |
|            | 23. Musette. (2 Fl, Str, BC)                                           |
|            | 24. Menuet. (Str, BC)                                                  |
|            | 25. Menuet. (Str, BC)                                                  |

#### Dritter Akt
| Scena I    | 26. Sinfonia. (2 Ob, Str, BC)                                                                   |
|            | Recitativo. Dorinda Sventurato mio amore!                                                       |
| Scena II   | Recitativo. Silvio Miei fidi, oggi v'accenda                                                    |
|            | 27. Coro. (2 Ob, Fg, 2 Hr, Str, BC) Oh! Quanto bella gloria                                     |
|            | Recitativo. Silvio Ma veggio, o veder parmi                                                     |
| Scena III  | Recitativo. Dorinda, Silvio Oh! Dolce uscir di vita                                             |
|            | 28. Aria. Silvio (Str, BC) Sento nel sen distruggersi fra                                       |
| Scena IV   | Recitativo. Eurilla Già Amarilli fu colta                                                       |
| Scena V    | Recitativo. Dorinda, Silvio, Eurilla Grazie agli Dei, mio cara                                  |
|            | 29. Aria. Eurilla (2 Ob, Str, BC) Secondaste al fine                                            |
| Scena VI   | 30. Sinfonia e Recitativo accompagnato. Amarilli (2 Ob, Fg, Str, BC) Oh! Mirtillo, Mirtillo!    |
|            | 31. Aria. Amarilli (Str, BC) Ah! Non son io che parlo                                           |
| Scena VII  | Recitativo. Mirtillo, Amarilli Sciogliete quelle mani                                           |
| Scena VIII | 32. Duetto e Coro. Mirtillo, Amarilli (2 Ob, Fg, Str, BC) Per te, mio dolce bene                |
| Scena IX   | 33. Aria e Recitativo. Tirenio (2 Ob, Str, BC) Dell'empia frode il velo / Cessate omai, cessate |
|            | Recitativo. Mirtillo, Amarilli, Dorinda, Silvio E ti stringo, mio ben!                          |
|            | 34. Duetto. Amarilli, Mirtillo (Str, BC) Caro / Cara                                            |
|            | Recitativo. Eurilla, Dorinda, Silvio, Amarilli, Mirtillo Chiedo, fedeli amanti                  |
|            | 35. Aria. Mirtillo (2 Vl, BC) Sciolga dunque al ballo                                           |
|            | 36. [Ballo]. (2 Vl, BC)                                                                         |
|            | 37. Gavotte. (2 Ob, Str, BC)                                                                    |
|            | 38. [Ballo]. (2 Ob, Str, BC)                                                                    |
|            | 39. Coro. (2 Ob, Str, BC) Replicati al ballo, al canto                                          |

## Erfolg & Kritik
“[…] the opera; which, upon the whole, is inferior in solidity and invention to almost all his other dramatic productions, yet there are in it many proofs of genius and abilities which must strike every real judge of the art, who is acquainted with the state of dramatic Music at the time it was composed.”

„[…] die Oper, welche im Ganzen gesehen, fast all seinen anderen dramatischen Produktionen an Handwerk und Erfindungsgeist unterlegen ist. Trotzdem sind in ihr viele Beweise seiner Fähigkeiten und seines Genies zu finden, was jeder wirkliche Kunst-Richter zugestehen muss, der sich mit der dramatischen Musik, die in dieser Zeit komponiert wurde, auskennt.“

## Orchester
1712: Zwei Traversflöten, zwei Oboen, Fagott, Streicher, Basso continuo (Violoncello, Laute, Cembalo).
1734: Zwei Traversflöten, zwei Oboen, Fagott, zwei Hörner, Streicher, Basso continuo (Violoncello, Laute, Cembalo).
1734 (Prolog): Zwei Blockflöten, zwei Oboen, Fagott, zwei Hörner, Streicher, Orgel, Theorbe, Basso continuo (Violoncello, Theorbe, Cembalo).

## Diskografie
- Cetra LPC 1265 (1958): Dora Gatta (Mirtillo), Cecilia Fusco (Amarilli), Irma Bozzi Lucca (Eurilla), Anna Reynolds (Silvio), Rena Gavazioti (Dorinda), Renato Miville (Tirenio)

Orchestra e Coro da camera di Milano; Dir. Ennio Gerelli (HWV 8a)
- Hungaroton HCD 12912-3 (1988): Paul Esswood (Mirtillo), Katalin Farkas (Amarilli), Maria Flohr (Eurilla), Gabor Kallay (Silvio), Marta Lukin (Dorinda), Jozsef Gregor (Tirenio)

Savaria Vocal Ensemble; Capella Savaria; Dir. Nicholas McGegan (HWV 8c) (147 min)
- Hungaroton HCD 31193 (1993): Derek Lee Ragin (Apollo), Katalin Farkas (Erato)

Chamber Choir; Capella Savaria; Dir. Nicholas McGegan (Terpsicore HWV 8b) (40 min)
- Harmonia Mundi 907585.86 (2012): Anna Dennis (Mirtillo), Lucy Crowe (Amarilli), Katherine Manley (Eurilla), Clint van der Linde (Silvio), Madeleine Shaw (Dorinda), Lisandro Abadie (Tirenio)

La Nuova Musica; Dir. David Bates (HWV 8a) (145 min)